# مارغريت بروير
مارغريت بروير (بالإنجليزية: Margaret Brouwer)‏ هي ملحنة أمريكية، ولدت في 8 فبراير 1940.

## وصلات خارجية
- مارغريت بروير على موقع ميوزك برينز (الإنجليزية)